# Place Alexandre Albuquerque
La place d'Alexandre Albuquerque (en portugais : Praça Alexandre Albuquerque) est une place du quartier de Plateau à Praia au Cap-Vert.

## Présentation
Anciennement nommée Praça do Pelourinho, elle a reçu son nom actuel en 1876 en l'honneur du gouverneur colonial portugais Caetano Alexandre de Almeida e Albuquerque,. 
Elle est bordée de plusieurs bâtiments publics et maisons de ville historiques, dont beaucoup datent du XIXe siècle.
La place est entourée de la Rua Patrice Lumumba, de la Rua Serpa Pinto et de l'Avenida Amílcar Cabral.

## Bâtiments autour de la place
Les bâtiments remarquables de la place,:
- Pro-cathédrale Notre-Dame-de-Grâce de Praia, (1894-1902)
- Hôtel de ville (1858),
- Palais de la culture Ildo Lobo,
- Cour suprême de justice du Cap-Vert (1961),
- Banco Comercial do Atlântico,
- Banco Interatlântico (en).

## Galerie

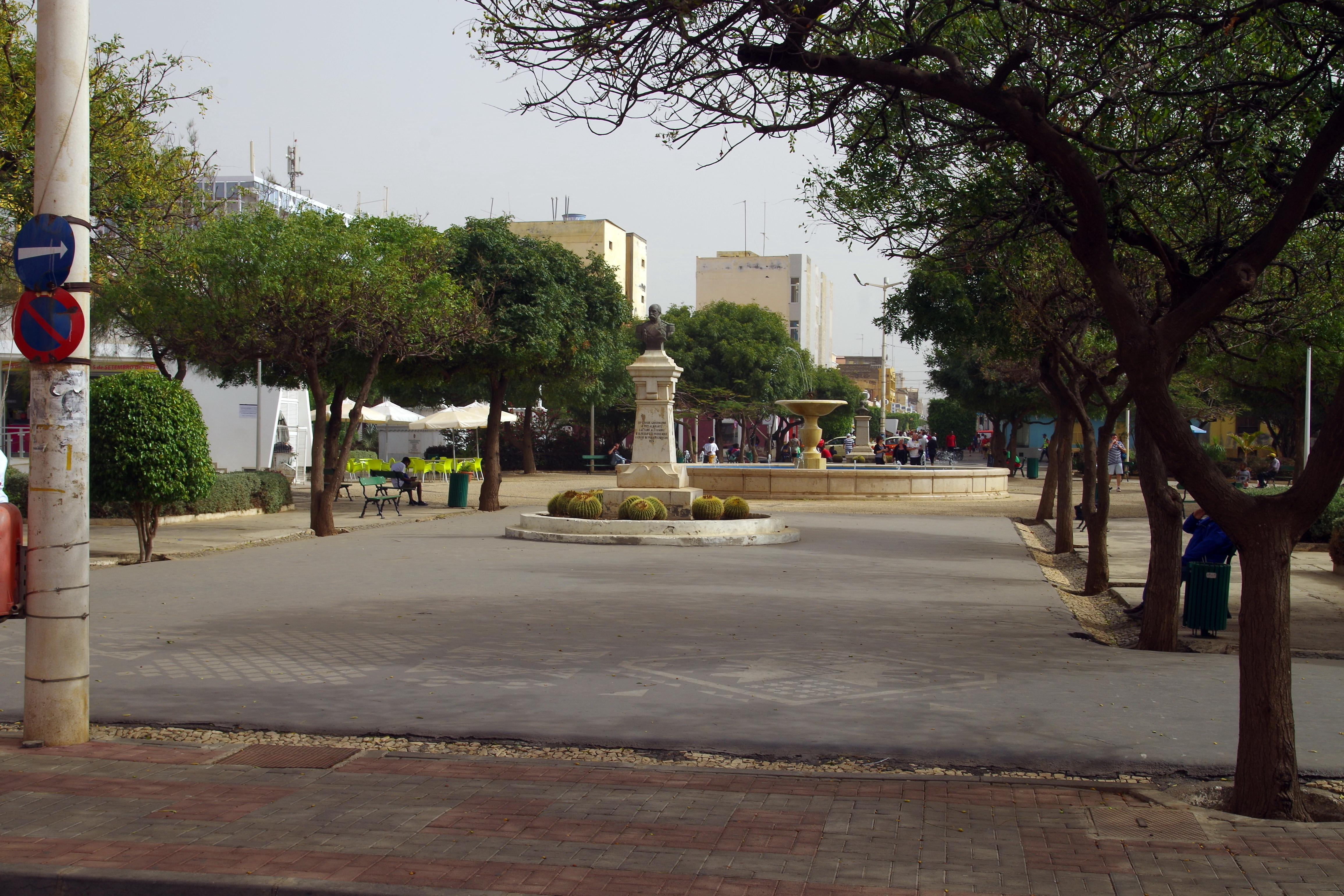
Place d'Alexandre Albuquerque.
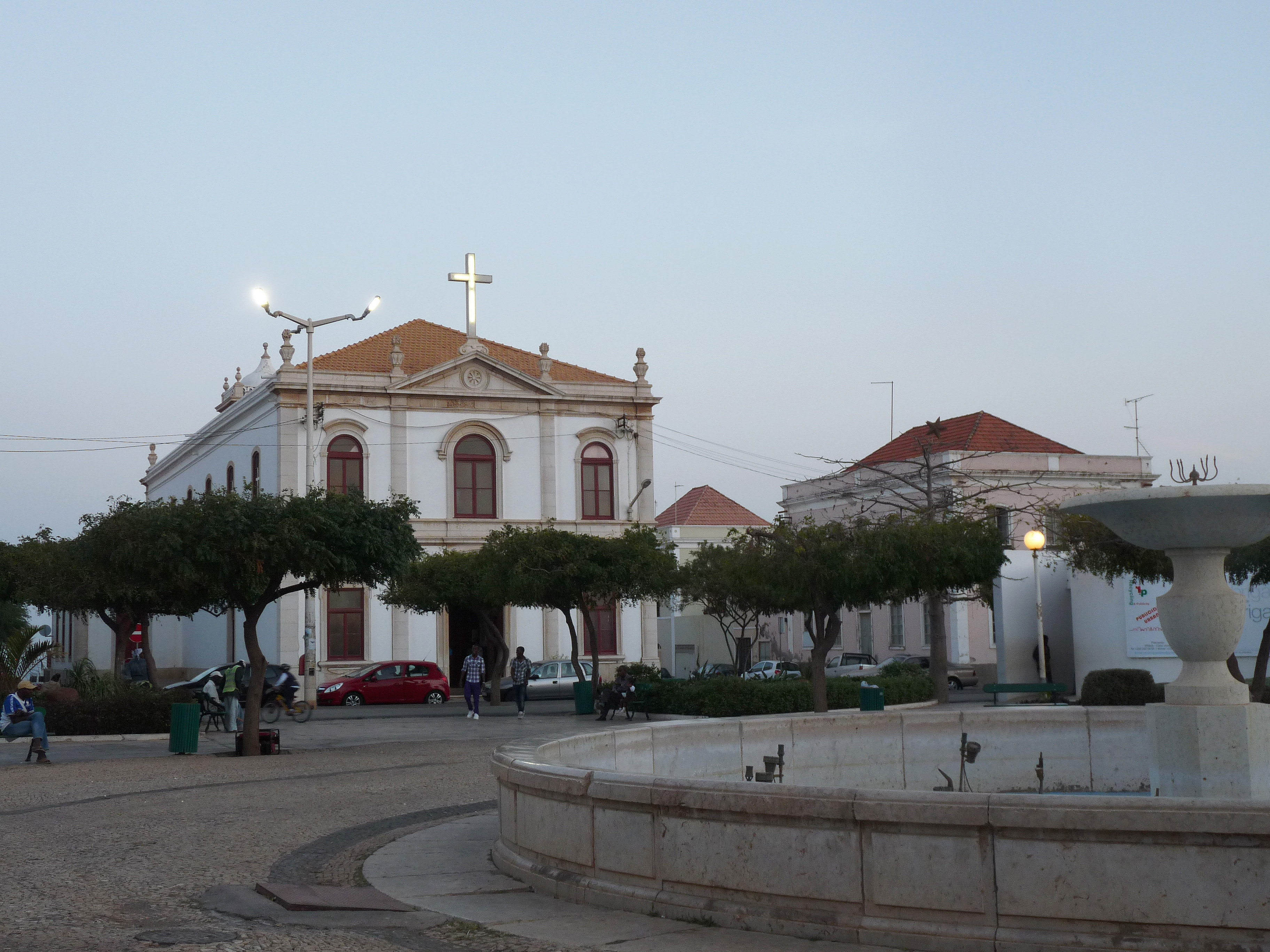
Notre-Dame-de-Grâce, côté Est.
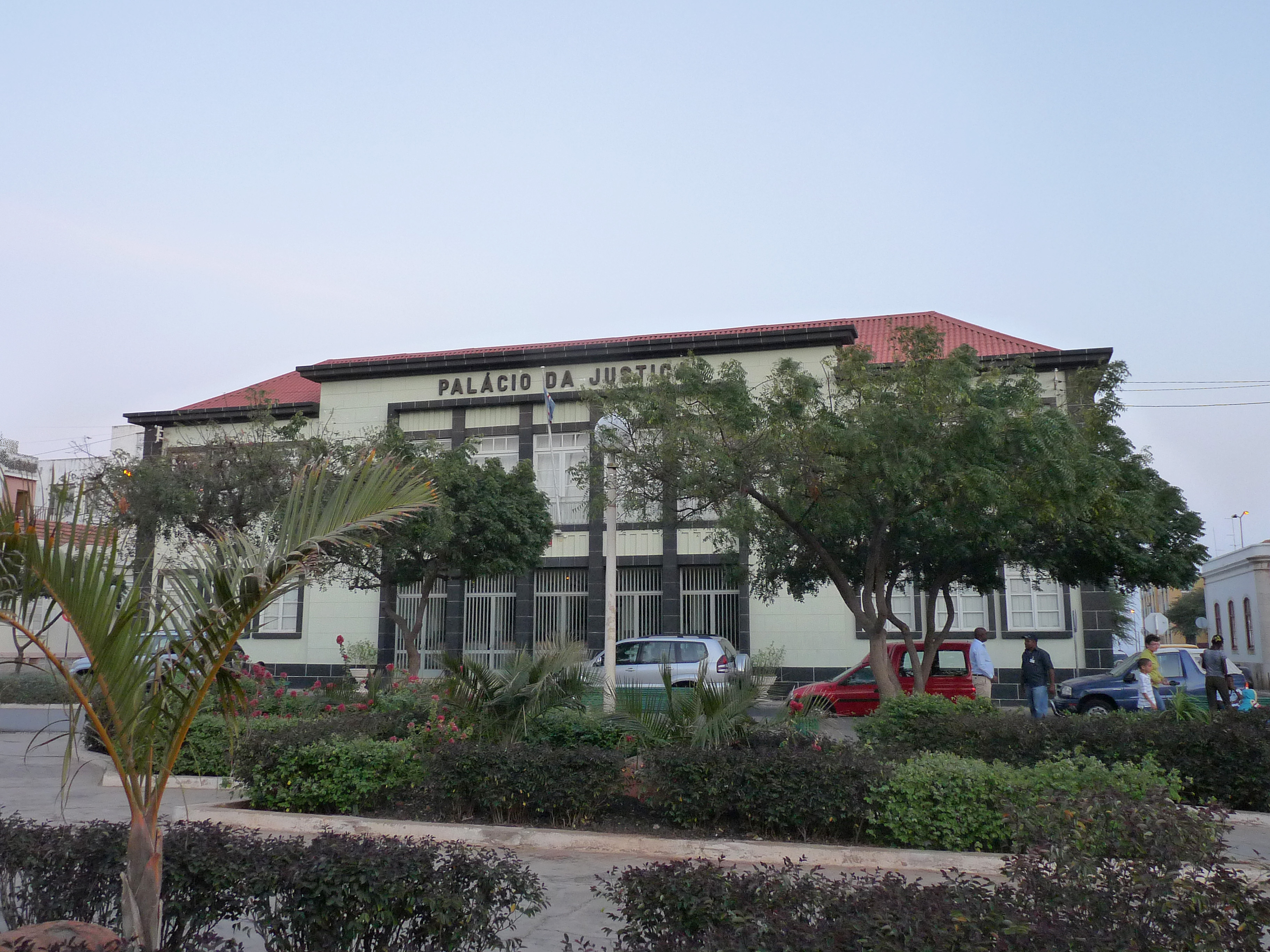
Palais de Justice, côté Est.
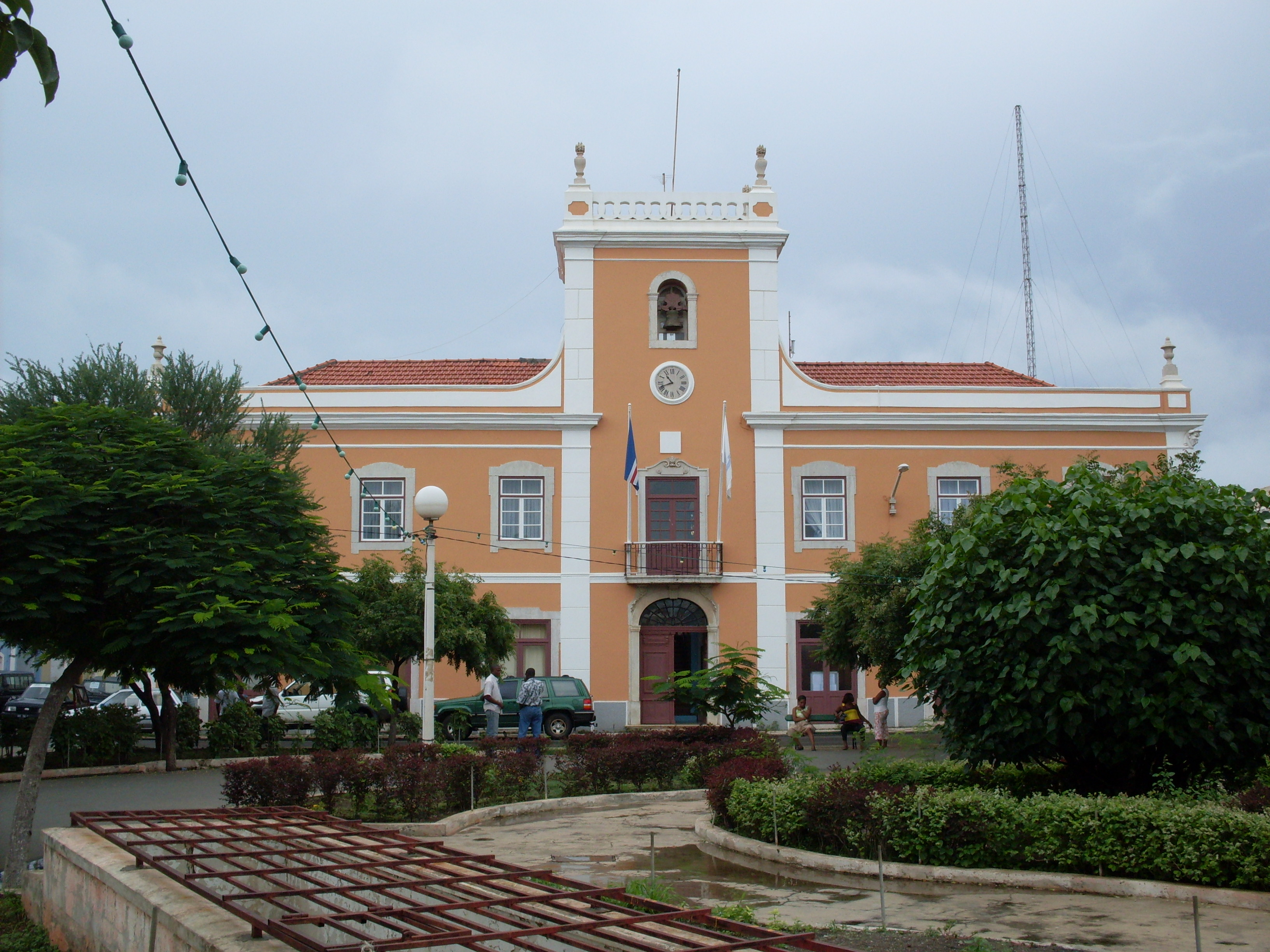
Hôtel de ville, côté Sud.